# Салонікська рівнина
40°40′58″ пн. ш. 22°26′42″ сх. д. / 40.6828° пн. ш. 22.445° сх. д.
Салоні́кська рівнина, Грецька Кампан'я — рівнина на півночі Греції, на узбережжі затоки Термаїкос Егейського моря. Балканський півострів
Довжина близько 70 км, ширина сягає 65 км. Розташована в тектонічному прогинанні, заповненому переважно алювіальними і морськими відкладеннями. Салонікською рівниною тече річка Вардар. Основне місто — Салоніки.
На приморській низовині — посіви зернових, бавовнику, на горбистих околицях — сади і виноградники.